# Chicago Bears
Chicago Bears je profesionální klub amerického fotbalu, který sídlí v Chicagu ve státě Illinois. V současné době je členem North Division (Severní divize) National Football Conference (NFC, Národní fotbalové konference) National Football League (NFL, Národní fotbalové ligy). Klub je právně registrován jako Chicago Bears Football Club, Incorporated.
Bears doposud získali devět titulů NFL, osm před sloučením AFL s NFL a jeden Super Bowl v roce 1985. Také mají ze všech týmů NFL nejvíce (27) hráčů v Síni slávy profesionálního fotbalu a vyřazených čísel (13). Bears rovněž drží rekord v počtu odehraných sezon a celkového počtu vítězných zápasů z celé NFL, když 18. listopadu 2010 zaznamenali vítězství číslo 700.
Klub byl založen ve městě Decatur (stát Illinois) v roce 1919 a poté se v roce 1921 přestěhoval do Chicaga. Spolu s Arizonou Cardinals (pochází také z Chicaga) to je jeden ze dvou zbývajících klubů, které jsou členy NFL od jejího založení. Tým hrál domácí zápasy na stadionu Wrigley Field na severu Chicaga až do roku 1970, od té doby s výjimkou roku 2002 hraje na Soldier Field. Stadion leží na břehu Michiganského jezera a mezi roky 2001-03 prošel rekonstrukcí, ale zachoval si svůj původní vzhled. Tým pojí dlouhotrvající rivalita s Green Bay Packers; doposud bylo sehráno 182 zápasů, Bears v současné době drží vedení s bilancí 92-84-6. V play-off se tyto dva týmy setkaly dvakrát, Bears vyhráli v roce 1941, Packers v roce 2011.
Největší úspěchy zaznamenal klub v meziválečném a válečném období, ve kterém získal sedm z osmi titulů Šampióna NFL. Osmý přidal v roce 1963 a jediné vítězství v Super Bowlu v roce 1985 po vítězství nad New England Patriots 46:10, kromě toho neuspěl ve finále v letech 1956 (s New York Giants) a 2006 (s Indianapolis Colts).
Hráčem Chicago Bears byl také Miroslav Rödr (Mirro Roder).

## Hráči

### Členové Síně slávy profesionálního fotbalu
Bears mají v Síni slávy profesionálního fotbalu 27 členů, nejvíc ze všech týmů NFL.

#### Hráči
- 1963 - Bronko Nagurski
- 1963 - Harold Grange
- 1964 - Ed Healey
- 1964 - William R. Lyman
- 1964 - George Trafton
- 1965 - Dan Fortmann
- 1965 - Sid Luckman
- 1966 - Walt Kiesling
- 1966 - George McAfee
- 1966 - Bulldog Turner
- 1967 - Bobby Layne
- 1967 - Joe Stydahar
- 1971 - Bill Hewitt
- 1974 - Bill George
- 1975 - George Connor
- 1977 - Gale Sayers
- 1979 - Dick Butkus
- 1981 - George Blanda
- 1982 - Doug Atkins
- 1982 - George Musso
- 1988 - Alan Page
- 1991 - Stan Jones
- 1993 - Walter Payton
- 1998 - Mike Singletary
- 2002 - Dan Hampton
- 2011 - Richard Dent
- 2016 - Orlando Pace
- 2018 - Brian Urlacher

#### Funkcionáři
- George Halas - zakladatel, majitel a trenér
- Paddy Driscoll - trenér
- Mike Ditka - trenér
- Jim Finks - generální manažer
- Dick Stanfel - trenér

### Vyřazená čísla
- 3: Bronko Nagurski
- 5: George McAfee
- 7: George Halas
- 28: Willie Galimore
- 34: Walter Payton
- 40: Gale Sayers
- 41: Brian Piccolo
- 42: Sid Luckman
- 51: Dick Butkus
- 56: Bill Hewitt
- 61: Bill George
- 66: Bulldog Turner
- 77: Harold Grange
- 89: Mike Ditka

### Draft
Hráči draftovaní v prvním kole za posledních deset sezón:
| Rok  | Pořadí | Jméno hráče       | Pozice           | Univerzita                                          |
| 2010 |        | nikdo             |                  |                                                     |
| 2011 | 29     | Gabe Carimi       | Offensive tackle | University of Wisconsin–Madison                     |
| 2012 | 19     | Shea McClellin    | Defensive end    | Boise State University                              |
| 2013 | 20     | Kyle Long         | Offensive tackle | University of Oregon                                |
| 2014 | 14     | Kyle Fuller       | Cornerback       | Virginia Polytechnic Institute and State University |
| 2015 | 7      | Kevin White       | Wide receiver    | West Virginia University                            |
| 2016 | 9      | Leonard Floyd     | Linebacker       | University of Georgia                               |
| 2017 | 2      | Mitchell Trubisky | Quarterback      | University of North Carolina at Chapel Hill         |
| 2018 | 8      | Roquan Smith      | Linebacker       | University of Memphis                               |
| 2019 |        | nikdo             |                  |                                                     |